# Dolní Chvatliny
Dolní Chvatliny (en allemand : Unter Chwatlin) est une commune du district de Kolín, dans la région de Bohême-Centrale, en République tchèque. Sa population s'élevait à 481 habitants en 2020.

## Géographie
Dolní Chvatliny se trouve à 8 km à l'est-sud-est de Kouřim, à 11 km à l'ouest-sud-ouest de Kolín et à 47 km à l'est-sud-est de Prague.
La commune est limitée par Svojšice, Krychnov, Libodřice et Polní Voděrady au nord, par Lošany à l'est, par Kořenice et Bečváry au sud, et par Zásmuky et Toušice à l'ouest.

## Histoire
La première mention écrite de la localité date de 1250.